# Petouchkov
Petouchkov est une nouvelle d'Ivan Tourgueniev, parue en 1847.

## Résumé
Un vieux garçon pauvre, issu de la noblesse désargentée, tombe amoureux d’une jeune fille de basse condition. Étant assez gauche, il n’arrive pas à concrétiser son amour. Il finira alcoolique.

## Édition française
- Pétouchkov, traduit par Françoise Flamant, Éditions Gallimard, Bibliothèque de la Pléiade, 1981  (ISBN 978 2 07 010980 7).